# Suomen Joutsen

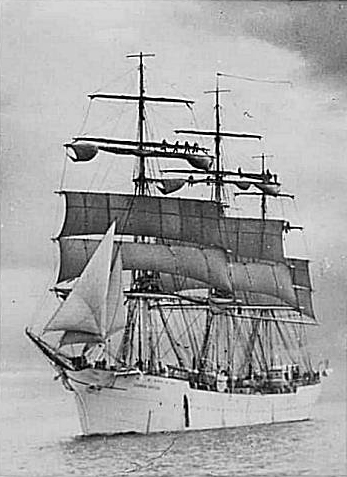

Die Suomen Joutsen (finnisch; Finnischer Schwan) ist ein dreimastiger Großsegler (Vollschiff).

## Geschichte

### 1902 bis 1930
Das Schiff wurde im Jahre 1902 in Saint-Nazaire, Frankreich gebaut und war zunächst unter dem Namen Laënnec als Frachtschiff zwischen atlantischen und pazifischen Häfen im Einsatz. Ende der 1920er Jahre wurde der Großsegler in Oldenburg umgetauft und in Deutschland drei Jahre lang unter Kapitän Otto Lehmberg (1888–1969) als Segelschulschiff für die Handelsmarine betrieben. 1929/1930 wurde es auf einer Fahrt von den USA nach Schweden in einem Sturm schwer beschädigt.

### Finnische Marine
Im Jahre 1930 wurde die Oldenburg von der Regierung von Finnland gekauft, um als Marineschulschiff eingesetzt werden zu können. Vor dem Zweiten Weltkrieg unternahm sie in dieser Funktion acht Fahrten. Während des Winterkrieges und des Fortsetzungskrieges wurde sie als Lagerschiff für U-Boot- und Schnellboottorpedos verwendet, nach den Kriegen dann als Begleitboot für ein Minenräumboot eingesetzt und nahe Utö auf den Åland-Inseln stationiert. 1956 wurde sie zu einem stationären Schulschiff der finnischen Marine umfunktioniert.

### Museumsschiff
Seit 1991 liegt sie im Hafen von Turku auf dem Aurajoki als Museumsschiff.
Im September 2016 hatte die Suomen Joutsen ihren Liegeplatz vorübergehend verlassen, um in den folgenden Wochen in Naantali überholt zu werden.